# Cap Robert
Cap Robert är en udde i Antarktis. Den ligger i Östantarktis. Frankrike gör anspråk på området.
Terrängen inåt land är kuperad åt sydväst, men åt sydost är den platt. Havet är nära Cap Robert åt nordost. Trakten är obefolkad. Det finns inga samhällen i närheten.